# Jules Clausel de Coussergues
Jules Clausel de Coussergues, né le 3 décembre 1831 à Humain en Belgique et mort le 2 août 1896 à Paris, est un homme politique français.

## Biographie
Avocat d'affaires à Paris, il est conseiller général et président du conseil général de l'Aveyron en 1880. Il est député de l'Aveyron, siégeant à gauche, de 1889 à 1896 et vice-président de la Chambre de 1894 à 1896. Il est également président de plusieurs commissions chargées d'examiner des projets de loi.

## Sources
- « Jules Clausel de Coussergues », dans le Dictionnaire des parlementaires français (1889-1940), sous la direction de Jean Jolly, PUF, 1960 [détail de l’édition]
- Jean-Claude Clausel de Coussergues, Jules Clausel de Coussergues (1831-1896), un homme en accord avec son temps, Études aveyronnaises (recueil des travaux de la Société des lettres, sciences et arts de l'Aveyron), pages 347 à 364, 2012.